# Fritz Nydegger
Fritz Nydegger (* 27. Februar 1937 in Köniz; † 3. August 1993 in Göttingen) war ein Schweizer Schauspieler und Regisseur.

## Leben
Nydegger, der hauptsächlich Theaterschauspieler war, gehörte 1961–1965 und 1968–1970 zum festen Ensemble der Bad Hersfelder Festspiele. Er trat dort unter der Regie von William Dieterle von 1961 bis 1965, unter anderem an der Seite von Albin Skoda (Zettel), als Puck in der Komödie Ein Sommernachtstraum auf. Die Inszenierung wurde auch für das Fernsehen aufgezeichnet. 1968 spielte er in Bad Hersfeld den Ausrufer in dem dokumentarischen Drama Die Verfolgung und Ermordung Jean Paul Marats dargestellt durch die Schauspielgruppe des Hospizes zu Charenton unter Anleitung des Herrn de Sade von Peter Weiss. 1970 wurde er mit dem Hersfeld-Preis ausgezeichnet.
1966 spielte er, unter der Regie von Harry Buckwitz, an den Städtischen Bühnen Frankfurt in Brecht/Weills Die Dreigroschenoper. Mit dieser Besetzung (Karin Hübner, Anita Mey, Hans Korte, Franz Kutschera) wurde auch eine Schallplattenaufnahme des Werks produziert, die bei dem Label Phonogram veröffentlicht wurde. 1966 inszenierte er bei dem Theaterensemble Die Deutschen Kammerspiele, einem deutschsprachigen Tournee-Unternehmen in Lateinamerika, den Lumpazivagabundus von Johann Nestroy. 1968 verkörperte er an den Städtischen Bühnen Frankfurt den Räuber Potz in dem Märchenstück Die Bremer Stadtmusikanten; auch eine dieser Aufführungen wurde als Fernsehspiel aufgezeichnet. In den 1980er-Jahren hatte Nydegger ein Engagement am Deutschen Theater Göttingen. Das Wochenmagazin Der Spiegel erwähnt in seiner Ausgabe 32/1987 Nydeggers Teilnahme in Anwesenheit von Rita Süssmuth beim Göttinger Schützenfrühstück als Festredner mit satirischen Einlagen über „Kondom-Rita“ und Aids. Göttingen war zu dieser Zeit Süssmuths Wahlkreis. Das vom Deutschen Bühnenverein herausgegebene Deutsche Bühnen Jahrbuch führt Nydegger noch 2001 als Schauspieler und Spielleiter am Deutschen Theater auf.
1985 inszenierte er am Städtebundtheater Hof die Komödie Die Erbschaft von Reiner Lücker und Stefan Reisner. 1991 spielte Nydegger, anlässlich des 40-jährigen Bestehens des Theaters, am Ernst Deutsch Theater in Hamburg den Peachum in Brecht/Weills Die Dreigroschenoper an der Seite von Katja Ebstein, die die Spelunken-Jenny darstellte, und Berno von Cramm (Macheath). 1991 inszenierte er am Ernst Deutsch Theater auch die Komödie Der Raub der Sabinerinnen.
Nydegger war ab Mitte der 1960er-Jahre auch in Filmrollen und im Fernsehen zu sehen. 1964 verkörperte er unter der Regie von Franz Schnyder die Rolle des Bauernsohns Christeli in der Jeremias-Gotthelf-Verfilmung Geld und Geist. 1965 war er in der ARD in dem Kriminalfilm Im Schatten einer Großstadt unter der Regie von Johannes Schaaf an Seite von Vadim Glowna zu sehen; Nydegger spielte im Film dessen Kumpel Fred.   1968 spielte er, erneut unter der Regie von Franz Schnyder, in dem Film Die sechs Kummerbuben die Rolle des Halbbruders Emil. In Dällebach Kari, einer Verfilmung der Lebensgeschichte des Coiffeurmeisters und Berner Stadtoriginals Kari Dällebach, übernahm er 1970 an der Seite von Walo Lüönd und Annemarie Düringer die Rolle des Schwagers Hermann. Eine Rolle übernahm er auch in dem Film Der Fall (1972). 1980 spielte er den Schmocker  in dem Kriminalfilm Matto regiert, einer in Schweizerdeutsch gedrehten Verfilmung des gleichnamigen Romans aus der Wachtmeister Studer-Reihe des Schweizer Schriftstellers Friedrich Glauser.
Zu den Rollen Nydeggers gehörten Auftritte in den TV-Serien Die fünfte Kolonne oder PS – Geschichten ums Auto. Ferner spielte er 1971 den Archibald Durand in der ZDF-Komödie Zum kleinen Glück. 1978 spielte er in einer Fernsehinszenierung des ZDF den spiessigen Rechtsanwalt Onek in dem Schauspiel Buckel von Sławomir Mrożek; seine Partner waren Angelika Bender und Gerd Baltus.
Am 14. Dezember 1968 trat er mit dem Puck zudem als Gast in der ARD-Samstagabendshow Einer wird gewinnen auf.
Nydegger arbeitete auch als Sprecher. 1971 wirkte er in dem Hörspiel Jim Knopf und Lukas der Lokomotivführer mit, das bei dem Label Phonogram veröffentlicht wurde. 1974 wirkte er als Ole und als Koch auch in dem Hörspiel Klaus Störtebekers Abenteuer mit.

## Filmografie
- 1964: Menschen der Berge (Geld und Geist)
- 1965: Im Schatten einer Großstadt (Fernsehfilm)
- 1965: Die fünfte Kolonne
- 1968: Die sechs Kummerbuben
- 1968: Ein Sommernachtstraum (Fernsehaufzeichnung)
- 1968: Die Bremer Stadtmusikanten (Fernsehspiel)
- 1969: Christoph Kolumbus oder Die Entdeckung Amerikas
- 1970: Dällebach Kari
- 1971: Zum kleinen Glück
- 1972: Der Fall
- 1975: PS – Geschichten ums Auto
- 1978: Buckel (Fernsehfilm)
- 1980: Wachtmeister Studer – Matto regiert